# هكتور (موسيقي)
هكتور (بالفنلندية: Hector)‏ هو موسيقي ومغني وصحفي ومغن مؤلف وشاعر فنلندي، ولد في 20 أبريل 1947 في هلسنكي في فنلندا.

## وصلات خارجية
- هكتور على موقع IMDb (الإنجليزية)
- هكتور على موقع ميوزك برينز (الإنجليزية)
- هكتور على موقع ميوزك برينز (الإنجليزية)
- هكتور على موقع ميوزك برينز (الإنجليزية)
- هكتور على موقع أول ميوزيك (الإنجليزية)
- هكتور على موقع أول ميوزيك (الإنجليزية)
- هكتور على موقع ديسكوغز (الإنجليزية)
- هكتور على موقع ديسكوغز (الإنجليزية)
- هكتور على موقع ديسكوغز (الإنجليزية)
- هكتور على موقع ديسكوغز (الإنجليزية)